# ジャナタ・ダル (世俗派)
ジャナタ・ダル（世俗派）（英語：Janata Dal（Secular）、略称：JD（S）、ヒンディー語：जनता दल（निरपेक्ष）、カンナダ語：ಕನ್ನಡ：ಜನತಾ ದಳ（ಜಾತ್ಯಾತೀತ））は、インドの中道左派政党。社会主義インターナショナル加盟政党でもある。
1999年、ジャナタ・ダルが世俗派と統一派に分裂したことにより形成された。世俗派が中道左派・民主社会主義路線を堅持しインド人民党主導の保守寄りの政党連合・国民民主同盟への参加を拒んだのに対し、統一派は反・インド国民会議を貫くことを優先して国民民主同盟に加わることを主張、党内左右両派が激しく対立したことが分裂の原因であった。
現在、ジャナタ・ダル（世俗派）は南インドのカルナータカ州に勢力を持っているほか、隣接するケーララ州ではインド共産党マルクス主義派が主導する左翼民主戦線に参加している。
党首はデーヴェー・ガウダ元首相。ガウダは2009年のローク・サバー（インド下院）総選挙においては、インド国民会議にもインド人民党にも組しない諸政党に呼びかけて「第三戦線」を構築したが、事前の予想ほど支持を集めることができず、ジャナタ・ダル（世俗派）も3議席を獲得するにとどまった。選挙後、マンモハン・シン首相率いるインド国民会議主導の統一進歩同盟への支持を表明した。
しかし、2023年9月に統一派が連立政党として参加しているインド人民党主導の国民民主同盟に加わっている。但し、同党のケララ州支部は国民民主同盟に加わることを拒否し、加わったことに対して全国指導部に反発している。